# Записи из подземља (албум)
Записи из подземља је дебитантски студијски албум српског певача Џипсија, издат 1. новембра 2022. године за издавачку кућу Ред Пил. Снимљени су спотови за песме Јава и Финибрид. На албуму се налазе дуети Стела са музичарем Александром Великим и Маг са 61Павлом.

## Списак песама
| №   | Назив    | Текст                                          | Музика                           | Трајање |  |
| 1.  | Сањам    | Џипси, Реп Горила                              | Džipsii, Реп Горила              | 4:06    |  |
| 2.  | Јава     | Џипси, Реп Горила                              | Емилија Ђонин                    | 2:59    |  |
| 3.  | Понекад  | Џипси                                          | Реп Горила, Џипси, Емилија Ђонин | 2:46    |  |
| 4.  | Електра  | Џипси, Реп Горила                              | Реп Горила, Џипси, Емилија Ђонин | 3:23    |  |
| 5.  | Град     | Џипси, Реп Горила                              | Реп Горила, Џипси, Емилија Ђонин | 3:18    |  |
| 6.  | Финибрид | Џипси, Реп Горила                              | Џипси, Реп Горила                | 4:23    |  |
| 7.  | Стела    | Џипси, Реп Горила, Александар Велики (музичар) | Џипси, Реп Горила                | 3:21    |  |
| 8.  | Подземље | Џипси, Реп Горила                              | Џипси, Реп Горила, Емилија Ђонин | 3:27    |  |
| 9.  | Ту       | Џипси                                          | Лазар Живановић                  | 3:26    |  |
| 10. | Номад    | Џипси, Реп Горила                              | Џипси, Реп Горила, Емилија Ђонин | 3:55    |  |
| 11. | Маг      | Џипси                                          | Павле Михаиловић Паја            | 4:04    |  |